# O Espelho Político e Moral
O Espelho Político e Moral foi um periódico português publicado em Londres, na Inglaterra, integrante da corrente jornalística conhecida como os jornais de Londres.
Redigido por João Bernardo da Rocha Loureiro, circulou de Maio de 1813 a Fevereiro de 1814.
O seu editor encerrou a sua publicação para se dedicar ao O Portuguez, editado a partir de Abril de 1814.